# Georgenfeldské vrchoviště
Georgenfeldské vrchoviště (německy Georgenfelder Hochmoor) je vrchoviště v Krušných horách, v Sasku, poblíž česko-německé státní hranice, nedaleko bývalé obce Zinnwald-Georgenfeld, dnešní místní části města Altenberg. Vrchoviště svým charakterem souvisí s větším rašeliništním komplexem, jenž se nalézá na jihu, především na druhé straně hranice na území ČR. Jedná se o jednu z nejstarších přírodních rezervací v Sasku. Na české straně hranice na Georgenfeldské vrchoviště navazuje přírodní rezervace Rašeliniště U jezera – Cínovecké rašeliniště.

## Přírodní poměry

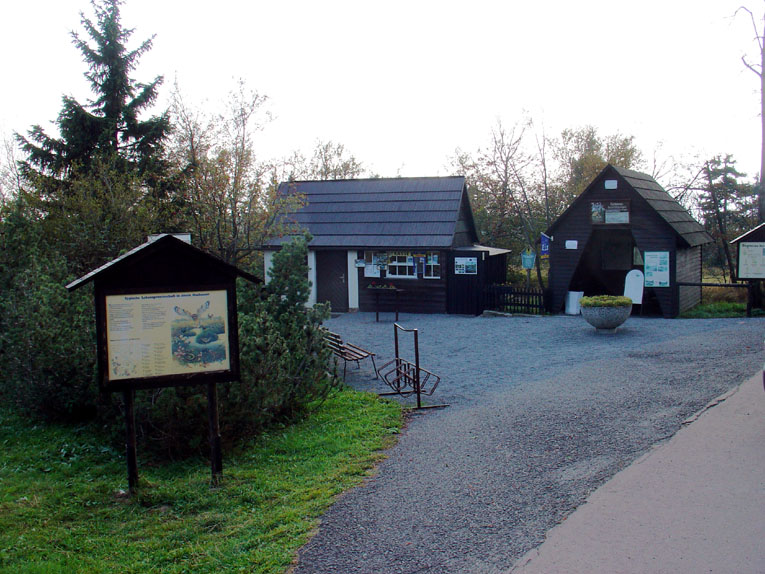
Vstup do přírodní rezervace

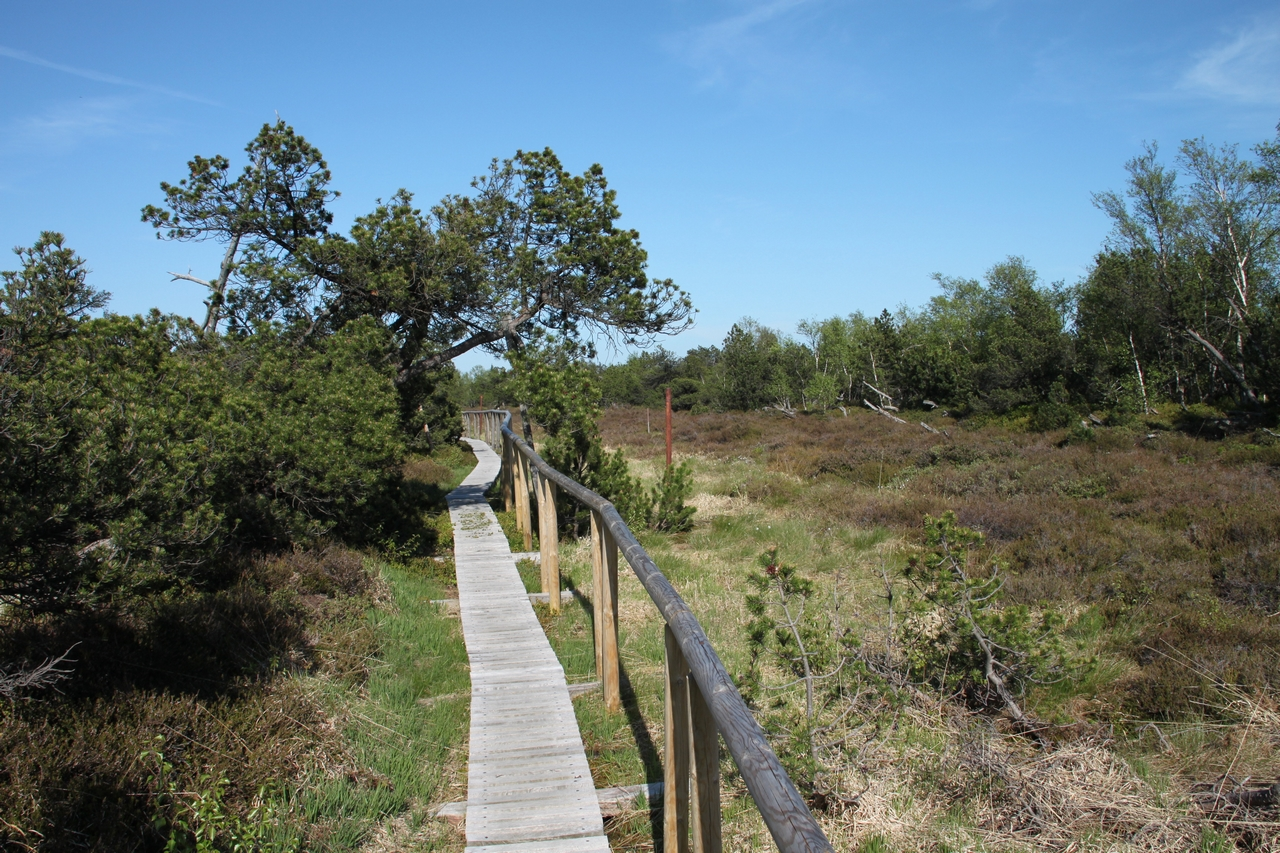
Georgenfeldské vrchoviště – vpravo od lávky probíhá státní hranice

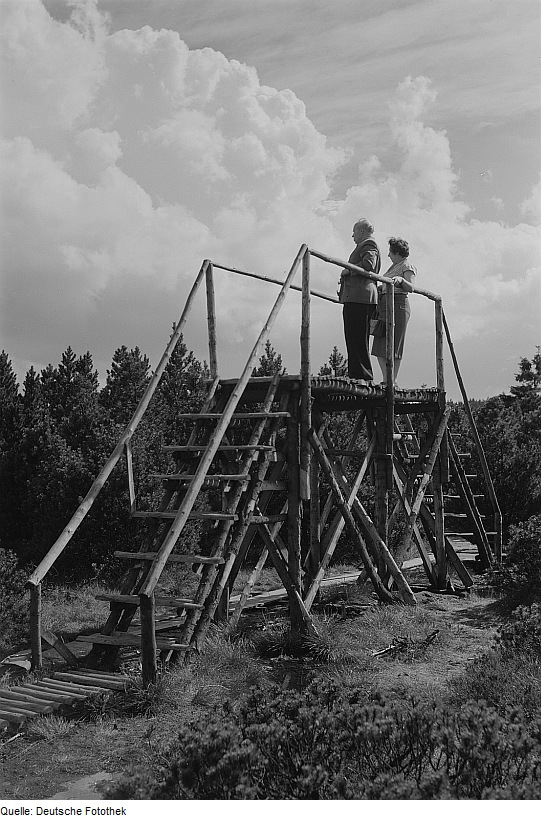
Georgenfeldské vrchoviště v šedesátých letech 20. století

Počátky vrchoviště sahají do doby ledové, do doby, kdy dosahoval pevninský ledovec svých maximálních rozměrů. Okraj ledovce se tehdy rozprostíral i v Krušných horách.[zdroj⁠?!] Na dnešním horském hřebeni se tehdy nalézala i firnová pokrývka, při jejímž tání se v mělkých kotlinách vytvořila menší jezera, která ovšem neměla žádný odtok. V teplejším období, které na dobu ledovou navazovalo, se na okraji těchto jezer začala rozvíjet vegetace. Přesličky a rákosí pak vytvořily první humus, jeden z důležitých předpokladů vzniků bažin. Ve vodě se dále usazovalo spadané listí, pyl a navátá tráva. Díky pylu zachovaném v bažině se dá ještě dnes, po několika tisíci letech určit, jaké klima a jaká vegetace v oblasti tehdy převládaly.
Poté následovala v klimatu suchá a teplá perioda, kvůli které rákosové bažiny vyschly. Jelikož byla půda v těchto lokalitách bohatá na živiny, začalo se zde dařit řadě stromů, zejména břízám. Potom následovalo chladné a vlhké období s nedostatkem slunečního záření. Díky enormním srážkám se kromě toho nesmírně zvětšil objem vody v půdě,[ujasnit] což podpořilo velmi rychlé usazení různých druhů rašeliníků, které díky svému rychlému růstu stromy zcela vytlačily. Odumřelé stromy byly poté pod vrstvou rašeliníků vzduchotěsně uzavřeny. Rašeliník odumírá zespodu a může tak růst neomezeně směrem nahoru. Tímto způsobem se vytvořila silná rašeliníková vrstva. Povrch tohoto porostu je až do svého středu silně vyklenutý a připomíná menší vrch. Odtud byl pro tento typ rašeliniště odvozen i jeho název – vrchoviště.
Další klimatická perioda, vyznačující se mírně suchým podnebím, zapříčinila obnovení stromového porostu v dané oblasti. Začalo se zde dařit borovicím bahenním. Vzápětí se opět ochladilo a zvýšila se celková vlhkost, čímž byl rašeliníky opět vytlačen stromový porost.
Napolo zralý rašeliník vytvoří za sto let vrstvu silnou osm centimetrů. Georgenfeldské vrchoviště má vrstvu silnou přibližně pět metrů, je tedy staré asi 10 000 let.
Rašeliniště přijímá velké množství vody v období tání sněhu či silných srážek, které pak postupně opět vydává v sušším období. Vrchoviště u Georgenfeldu je schopno přijmout až 1 300 litrů vody na čtvereční kilometr.[zdroj⁠?!] V období rozkvětu těžby cínu v Krušných horách proto byly vybudovány k rašeliništím umělé příkopy, aby bylo možné pokrýt neustále stoupající potřebu vody. Rašelina byla však i intenzivně těžena a používána na topení, což postupně způsobilo vysušení mnoha rašelinišť, která jsou dnes pouhá vřesoviště.

## Flora
Na území CHKO se nacházejí klikva nebo vlochyně bahenní, pocházející ze severoevropské tundry. Převládají ale borovice bahenní, ale také bříza bílá či smrky. Dále zde rostou ostřice, rašeliník, suchopýr, rosnatka či tučnice. Nechybí ani borůvky, brusinky či vřesovec.

## Ochrana přírody
Z iniciativy Spolku na ochranu saské domoviny bylo území roku 1926 odkoupeno a prohlášeno za přírodní rezervaci. Její rozloha je jedenáct hektarů a nalézá se v nadmořské výšce 875 metrů. Je jen malým výběžkem celé oblasti rašelinišť na česko-německém pomezí.